# Rajon Schepetiwka
Der Rajon Schepetiwka (ukrainisch Шепетівський район/Schepetiwskyj rajon; russisch Шепетовский район/Schepetowski rajon) ist ein ukrainischer Rajon mit etwa 280.000 Einwohnern. Er liegt in der Oblast Chmelnyzkyj und hat eine Fläche von 5347 km², der Verwaltungssitz befindet sich in der namensgebenden Stadt Schepetiwka.

## Geographie
Der Rajon liegt im Norden der Oblast Chmelnyzkyj und grenzt im Nordwesten und Norden an den Rajon Riwne (in der Oblast Riwne gelegen), im Nordosten an den Rajon Swjahel (in der Oblast Schytomyr gelegen), im Osten an den Rajon Schytomyr (Oblast Schytomyr), im Süden an den Rajon Chmelnyzkyj sowie im Westen an den Rajon Kremenez (in der Oblast Ternopil gelegen).

## Geschichte
Der Rajon wurde am 7. März 1923 gegründet. Am 17. Juli 2020 kam es im Zuge einer großen Rajonsreform zur Auflösung des alten Rajons und einer Neugründung unter Vergrößerung des Rajonsgebietes um die Rajone Bilohirja, Isjaslaw, Polonne und Slawuta sowie der bis dahin unter Oblastverwaltung stehenden Städte Schepetiwka, Netischyn und Slawuta.

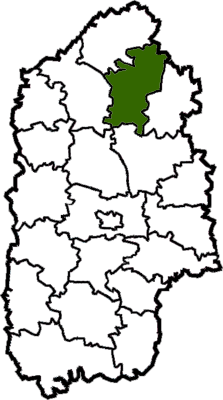
Rajon Schepetiwka bis Juli 2020
Rajonsgebiet ab Juli 2020

## Administrative Gliederung
Auf kommunaler Ebene ist der Rajon in 18 Hromadas (5 Stadtgemeinden, 4 Siedlungsgemeinden und 9 Landgemeinden) unterteilt, denen jeweils einzelne Ortschaften untergeordnet sind.
Zum Verwaltungsgebiet gehören:
- 5 Städte
- 4 Siedlung städtischen Typs
- 354 Dörfer
- 1 Ansiedlung

Die Hromadas sind im Einzelnen:
- Stadtgemeinde Schepetiwka
- Stadtgemeinde Isjaslaw
- Stadtgemeinde Netischyn
- Stadtgemeinde Polonne
- Stadtgemeinde Slawuta
- Siedlungsgemeinde Bilohirja
- Siedlungsgemeinde Hryziw
- Siedlungsgemeinde Jampil
- Siedlungsgemeinde Poninka
- Landgemeinde Beresdiw
- Landgemeinde Hannopil
- Landgemeinde Krupez
- Landgemeinde Lenkiwzi
- Landgemeinde Mychajljutschka
- Landgemeinde Pluschne
- Landgemeinde Sachniwzi
- Landgemeinde Sudylkiw
- Landgemeinde Ulaschaniwka